# Daqiu
L'île Daqiu est un territoire maritime située à 200 mètres de Beigan appartenant au canton du même nom, dans le comté de Lianchiang, à Taïwan. Elle est célèbre depuis ces dernières années pour son développement écologique, notamment elle sert de zone de préservation du cerf sika. 
À l'origine, l'île de Daqiu comportait 10 habitants. Mais, à cause de la difficulté liée au transport, les habitants ont peu à peu déménagé de l'île. Après le retrait des garnisons militaires taïwanaises de l'île en 1996, aucun habitant ne réside sauf une population de cerfs sika, qui, jusqu'en 2009, ont été importés sur l'île. 
L'île est équipée d'un phare depuis 1874. 

## Référence
1. ↑  (zh-Hant) « 馬祖 大坵島 樂當島主 賞梅花鹿 »,‎ 3 septembre 2012 (consulté le 9 juin 2019)